# Młodzieżowe Mistrzostwa Polski Par Klubowych na Żużlu 1986
Młodzieżowe Mistrzostwa Polski Par Klubowych na Żużlu 1986 – zawody żużlowe, mające na celu wyłonienie medalistów młodzieżowych mistrzostw Polski par klubowych w sezonie 1986. Rozegrano eliminację wstępną, dwa turnieje półfinałowe oraz finał, w którym zwyciężyli żużlowcy Stali Gorzów Wielkopolski.

## Finał
- Ostrów Wielkopolski, 7 września 1986
- Sędzia: Wiesław Rożek

| Miejsce | Kluby                 | Suma | Zawodnicy                                                | Punkty                                 |
| ------- | --------------------- | ---- | -------------------------------------------------------- | -------------------------------------- |
| złoto   | Stal Gorzów Wlkp.     | 24   | Piotr Świst Cezary Owiżyc Jarosław Gała                  | 6 (1,1,–,0,2,2) 18 (3,3,3,3,3,3) 0 (0) |
| srebro  | Polonia Bydgoszcz     | 23   | Ryszard Dołomisiewicz Krzysztof Ziarnik Andrzej Pietrzak | 12 (2,d,3,2,3,3) 7 (0,3,0,–,2,2) 3 (3) |
| brąz    | Unia Leszno           | 22   | Zbigniew Krakowski Dariusz Baliński Robert Otmar         | 13 (2,3,3,2,1,2) 9 (3,2,0,1,0,3) ns    |
| 4       | Apator Toruń          | 19   | Krzysztof Kuczwalski Piotr Maćkiewicz Robert Pruss       | 11 (3,d,2,2,3,1) 8 (2,1,1,3,1,0) ns    |
| 5       | Wybrzeże Gdańsk       | 15   | Piotr Laskowski Jarosław Olszewski Sławomir Abakumow     | 12 (1,2,2,3,3,1) 3 (0,1,0,2,0,0) ns    |
| 6       | Włókniarz Częstochowa | 14   | Sławomir Drabik Dariusz Rachwalik Tomasz Purgal          | 9 (3,2,2,d,2,d) 4 (2,0,1,1,0,1) ns     |
| 7       | Ostrovia Ostrów Wlkp. | 8    | Adam Mikucki Franciszek Banaszak                         | 4 (1,0,0,1,1,1) 4 (0,1,1,0,2,0)        |